# Velocidad de maniobra
.

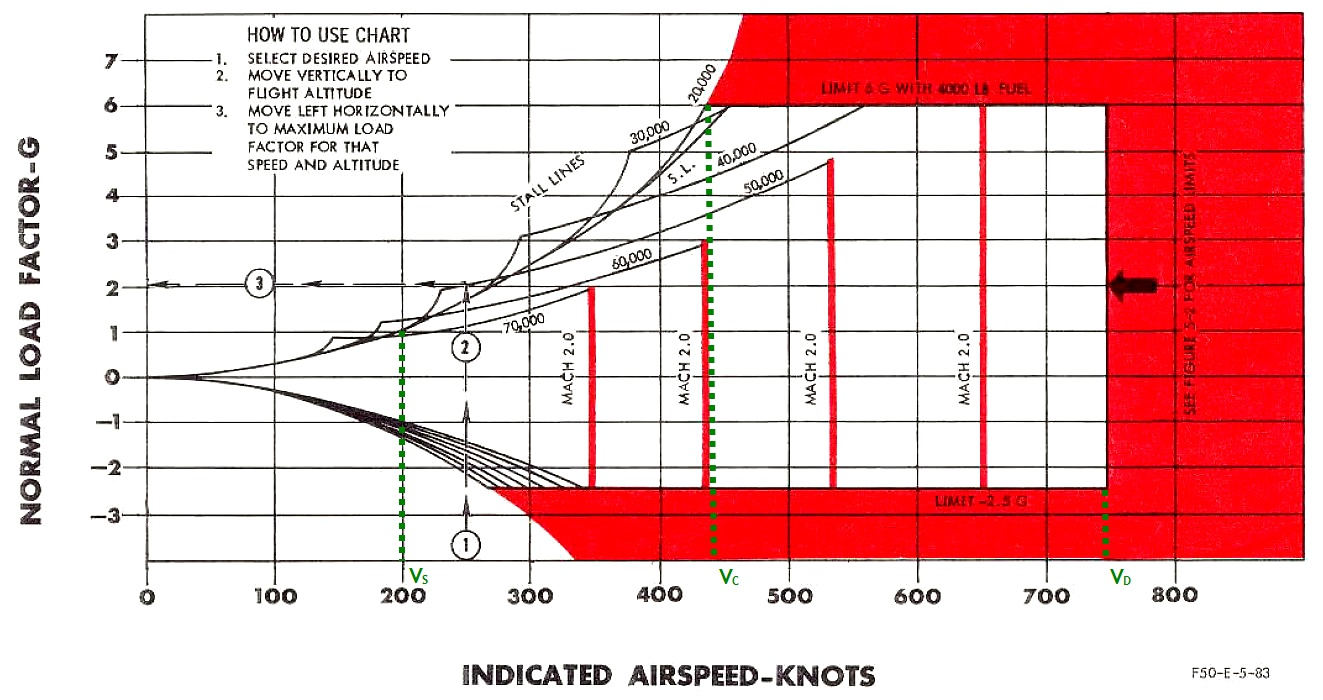
Diagrama de la envolvente de vuelo que muestra V_{S} (velocidad de pérdida a 1G), V_{C} (velocidad de giro/maniobra) y V_{D} (velocidad de picado)

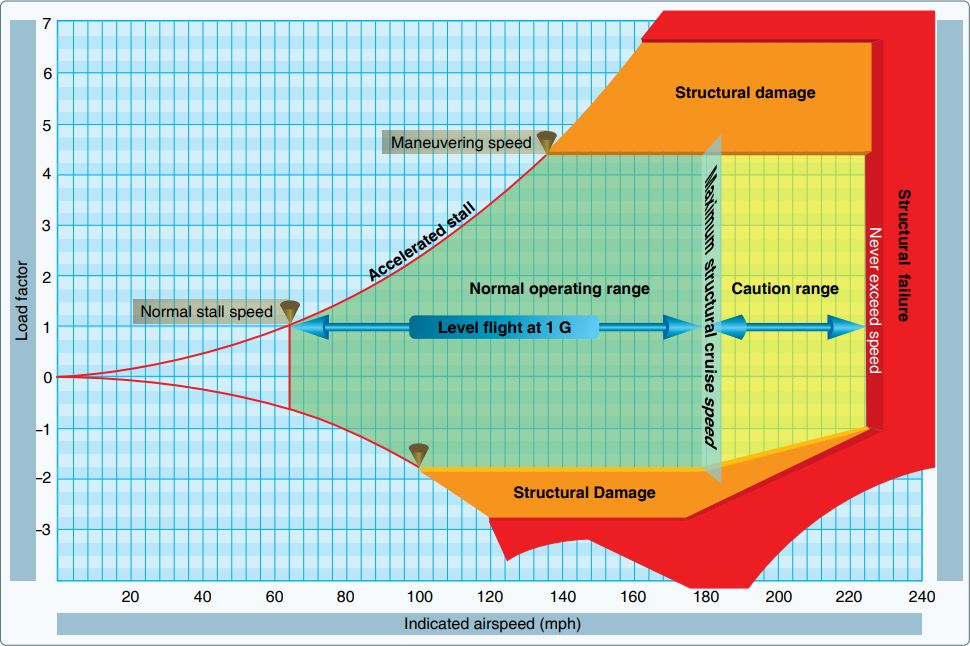
Diagrama Vg. Observe la velocidad de pérdida de 1g y la velocidad de maniobra (velocidad de curva) para g positivo y negativo. Las velocidades máximas de inmersión "nunca exceder" de la placa se determinan sólo para aire suave.

En aviación, la velocidad de maniobra de una aeronave es una limitación de la velocidad aerodinámica seleccionada por el diseñador de la aeronave.  A velocidades cercanas y superiores a la velocidad de maniobra, no debe intentarse la deflexión completa de ninguna superficies de control de vuelo debido al riesgo de daños en la estructura de la aeronave.
La velocidad de maniobra de una aeronave se muestra en un cartel de la cabina y en el manual de vuelo de la aeronave, pero no se muestra comúnmente en el indicador de la velocidad aérea de la aeronave.
En el contexto de maniobras de combate aéreo (ACM), la velocidad de maniobra también se conoce como velocidad de viraje.

## Implicaciones
Se ha malinterpretado ampliamente que el vuelo por debajo de la velocidad de maniobra proporcionará protección total contra  fallos estructurales. En respuesta a la destrucción del Vuelo 587 de American Airlines, se emitió una regla final del CFR aclarando que volar a o por debajo de la velocidad de maniobra de diseño no permite a un piloto realizar múltiples entradas de control importantes en un eje del avión o entradas de control completas únicas en más de un eje del avión a la vez. Tales acciones "pueden provocar fallos estructurales a cualquier velocidad, incluso por debajo de la velocidad de maniobra"."

## Velocidad de maniobra VA
VA es la velocidad de maniobra de diseño y es una velocidad aerodinámica calibrada.  La velocidad de maniobra no puede ser inferior a {\displaystyle V_{s}{\sqrt {n}}} y no tiene por qué ser superior a Vc.
Si el fabricante elige que {\displaystyle V_{A}} sea exactamente {\displaystyle V_{s}{\sqrt {n}}}, el avión entrará en pérdida en una maniobra de cabeceo hacia arriba antes de que la estructura esté sometida a su carga aerodinámica límite.  Sin embargo, si {\displaystyle V_{A}} se selecciona para que sea mayor que {\displaystyle V_{s}{\sqrt {n}}}, la estructura se someterá a cargas que superen la carga límite a menos que el piloto compruebe la maniobra.
La velocidad de maniobra o velocidad máxima de maniobra operativa que figura en una placa de cabina se calcula para el peso máximo de la aeronave.  Algunos manuales de vuelo también presentan velocidades seguras para pesos inferiores al máximo.
La fórmula utilizada para calcular una velocidad segura para un peso inferior es {\displaystyle \scriptstyle V_{A}{\sqrt {W_{2} \over W_{1}}}}, where VA  es la velocidad de maniobra (con el peso máximo), W2 es el peso real, W1 es el peso máximo.

## Velocidad máxima de maniobra VO
Algunas aeronaves tienen una velocidad máxima de maniobra operativa VO.  Nótese que se trata de un concepto diferente al de velocidad de maniobra de diseño.  El concepto de velocidad máxima de maniobra operativa se introdujo en las normas estadounidenses «certificación tipo» para aeronaves ligeras en 1993. La velocidad máxima de maniobra operativa es seleccionada por el diseñador de la aeronave y no puede ser superior a {\displaystyle V_{s}{\sqrt {n}}}, donde Vs es la velocidad de entrada en pérdida de la aeronave, y n es el máximo factor de carga positivo permitido.

## Diagrama v-n
El diagrama v-n, también conocido como diagrama velocidad-carga normal, es una representación gráfica que muestra la relación entre la velocidad y la carga normal experimentada por una aeronave durante su operación. En este diagrama, el eje horizontal representa la velocidad del aire en nudos (v), mientras que el eje vertical representa el factor de carga en unidades de fuerza gravitacional (n).
La importancia del diagrama v-n radica en su capacidad para visualizar los límites de operación segura de una aeronave en términos de velocidad y carga estructural. Esto es esencial para garantizar la seguridad y la integridad estructural durante todas las fases de vuelo, desde el despegue hasta el aterrizaje.